# Czerwona Przełączka
Czerwona Przełączka (słow. Belasé sedlo, Belasá štrbina, niem. Blauseescharte, węg. Kék-tavi-rés) – niska, wąska przełęcz w słowackiej części Tatr Wysokich. Oddziela ona Czerwoną Turnię, znajdującą się w grani głównej Tatr, od Małego Kołowego Szczytu – pierwszego od zachodu wzniesienia w Jastrzębiej Grani.
Stoki północne opadają z przełęczy do Doliny Jagnięcej, południowe – do Doliny Jastrzębiej. Do obu tych dolin z Czerwonej Przełączki zbiegają rynny.
Na Czerwoną Przełączkę, podobnie jak na inne obiekty w Jastrzębiej Grani, nie prowadzą żadne znakowane szlaki turystyczne. Najdogodniejsza droga dla taterników wiedzie na siodło od północnego wschodu z Doliny Jagnięcej (I w skali UIAA), natomiast wejście od strony Doliny Jastrzębiej jest częściowo skrajnie trudne (VI). Zimą najłatwiej dostać się na przełęcz od strony Doliny Jagnięcej lub granią od Modrej Ławki.
Pierwsze wejścia:
- letnie – Jan Józef Fischer, Zygmunt Jaworski, Stanisław Krygowski, przewodnicy Klemens Bachleda i Józef Gąsienica Kaspruś Zuzaniak, w 1900 r., przy przejściu granią,
- zimowe – przewodnicy Vojtech Hudyma, Pavel Krupinský, Alojz Krupicer, Matthias Nitsch, Ján Počúvaj junior, Pavel Spitzkopf i István Zamkovszky, 26 kwietnia 1936 r., przy przejściu granią[2].

Czasami w literaturze pojawiają się błędne nazwy siodła: Niebieska Przełęcz lub Niebieska Szczerbina. Prawidłowa nazwa pochodzi od Czerwonej Turni, a pośrednio od Czerwonego Stawu Kieżmarskiego.